# Uperodon systoma
Espèce
Synonymes
- Rana systoma Schneider, 1799
- Engystoma marmoratum Cuvier, 1829
- Systoma leschenaultii Tschudi, 1838
- Pachybatrachus petersii Keferstein, 1868

Statut de conservation UICN

 LC  : Préoccupation mineure
Uperodon systoma est une espèce d'amphibiens de la famille des Microhylidae.

## Répartition
Cette espèce se rencontre en Inde, au Népal, au Pakistan et au Sri Lanka,.
Sa présence est incertaine au Bangladesh.

## Description

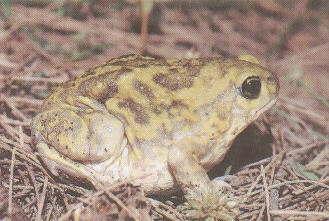
Uperodon systoma

Uperodon systoma mesure environ 55 mm.

## Taxinomie
Les espèces Engystoma marmoratum et Systoma leschenaultii ont été placées en synonymie avec Uperodon systoma par Duméril et Bibron en 1841 et Pachybatrachus petersii par Boulenger en 1882.

## Publication originale
- Schneider, 1799 : Historiae amphibiorum naturalis et literariae fasciculus primus, vol. 1 (texte intégral).